# علیرضا دانش سخنور
علیرضا دانش سخنور یکی از روحانیان شناخته‌شدهٔ جنوب خراسان و منطقه فردوس بود که در دهه چهل و پنجاه شمسی فعالیت‌های گسترده‌ای در زمینه تبلیغات دینی و تحرکات اجتماعی داشته که بارزترین آنها ساخت شهری جدید به نام اسلامیه پس از زمین لرزه ۱۳۴۷ با ساختار باغشهری است.

حجت‌الاسلام دانش سخنور

وی در سال ۱۳۰۰ در  آیسک، متولد شد و در ۱۳۷۹ در مشهد درگذشت. ساخت درمانگاه، اقدامات راه‌سازی و گسترش فضای سبز با استفاده از طلاب مدارس دینی، احداث نیروگاه، اشتغال‌زایی برای مردم زلزله‌زده، مبارزه و دفع آفات کشاورزی همچون حمله زنبور و آفت ملخ، تربیت طلاب و احیای مدارس دینی، گسترش کشاورزی و دامداری، ایجاد چند باب حمام و بهسازی جاده برون از جمله کارهای قابل ذکر او بوده‌است.
از وی به عنوان کسی که در تکمیل مسجد نیمه ساز هامبورگ نقشی داشته نام برده شده است.